# 歩兵第47連隊
歩兵第47連隊（ほへいだい47れんたい、歩兵第四十七聯隊）は、大日本帝国陸軍の連隊のひとつ。

## 沿革
- 1896年（明治29年） - 連隊本部を設置
- 1898年（明治31年）3月24日 - 軍旗拝受
- 1904年（明治37年） - 日露戦争に従軍
- 1918年（大正7年） - シベリア出兵に従軍
- 1925年（大正14年）5月1日 - 宇垣軍縮により歩兵第72連隊が廃止され代わりに大分に移駐し第6師団に所属変更
- 1928年（昭和3年）

4月20日 - 第二次山東出兵、出動命令が下る
4月24日 - 門司港を出港
4月28日 - 青島に到着、済南へ向かう。5月3日から10日まで中国軍と交戦する
- 1931年（昭和6年）

12月16日 - 満州事変のため門司港を出港する
12月20日 - 長春に到着
- 1932年（昭和7年）2月 - 熱河作戦に参加
- 1937年（昭和12年）

7月27日 - 動員下令
北京到着後は周辺の警備に当り、その後永定河渡河作戦に参加
10月 - 上海方面への転用が決まり南京攻略戦などに参加
- 1938年（昭和13年） - 徐州会戦などに参加
- 1940年（昭和15年）11月 - 第6師団から第48師団に所属変更
- 1941年（昭和16年）12月 - フィリピンの戦いに参加
- 1942年（昭和17年） - 蘭印作戦に参加、スラバヤを占領、その後は同地の警備に当たる
- 1945年（昭和20年）8月 - 終戦

## 歴代連隊長
| 代 | 氏名       | 在任期間              | 備考               |
| -- | ---------- | --------------------- | ------------------ |
| 1  | 渡辺勝重   | 1896.9.25 - 1900.10.3 | 中佐、1897.10.大佐 |
| 2  | 依田広太郎 | 1900.10.3 - 1903.12.9 |                    |
| 3  | 椙原透     | 1903.12.9 - 1907.2.13 |                    |
| 4  | 生田目新   | 1907.2.13 - 1911.9.6  |                    |
| 5  | 岡本茂若   | 1911.9.6 - 1913.7.3   |                    |
| 6  | 吉江石之助 | 1913.7.3 - 1915.4.21  |                    |
| 7  | 大枝徤介   | 1915.4.21 - 1917.8.6  |                    |
| 8  | 丸野勝喜   | 1917.8.6 -            |                    |
| 9  | 小野庄造   | 1921.7.20 -           |                    |
| 10 | 斎藤瀏     | 1923.8.6 - 1924.12.15 |                    |
| 11 | 佐藤信亮   | 1924.12.15 -          |                    |
| 12 | 新山福治   | 1927.2.10 -           |                    |
| 13 | 菅原良吉   | 1929.8.1 -            |                    |
| 14 | 常岡寛治   | 1931.8.1 - 1934.3.5   |                    |
| 15 | 中尾忠彦   | 1934.3.5 -            |                    |
| 16 | 塩田定市   | 1935.3.15 -           |                    |
| 17 | 長谷川正憲 | 1937.7.22 -           |                    |
| 18 | 岩崎民男   | 1938.9.15 -           |                    |
| 19 | 柳勇       | 1940.12.1 -           |                    |
| 末 | 徳弘保衛   | 1943.6.10 -           |                    |